# Natasza Zinko
Natasza Zinko, ukr. Наташа Зінько (ur. 1978 w Odessie) – ukraińska projektantka mody i biżuterii. Pracuje w Londynie.

## Życiorys
W Odessie studiowała prawo. Potem przez 4 lata pracowała jako pomocnica sędziego. Z mężem Władimirem, którego poślubiła w 1998, ma syna Iwana (ur. 2008). W 2006 rodzina przeprowadziła się do Londynu.
Studiowała projektowanie w Chelsea College of Arts i projektowanie biżuterii w Central College of Art and Design w Saint Martins College w Londynie. W 2008 założyła własną markę "Natasha Zinko". Butik znajduje się w Londynie. Marka specjalizuje w tworzeniu biżuterii i ubraniach. Odzież jest sprzedawana w Browns and Harrods.
Odzież projektu Zinko nosiły m.in. Beyonce i Jennifer Lopez.
Po rozpoczęciu się wojny na Ukrainie w swoim studio zorganizowała punkt zbiórki darów i leków dla Ukrainców i stała się przedstawicielką Czerwonego Krzyża.

## Nagrody i osiągnięcia
- 2009: laureatka nagrody „Cool Diamonds”, Londyn
- Mercedes-Benz fashion days Kiev[9]
- 2008: laureatka Pierwszej Nagrody Biżuterii Harolda Hobbsa Memorial Process Award 2007/8
- Workers Alias Wire Workers, Londyn
- Pokaz Mody 2008 Central St. Martins, Londyn
- Swarovski Trend Forecast Award 2007/2008, Londyn
- wystawa objazdowa British Art Medal Society
- debiut na londyńskim tygodniu mody, 2015[3][10][11]
- pokaz kolekcji odzieży w ramach londyńskiego tygodnia mody, 2018[12]